# Copsychus albospecularis
El shama malgache (Copsychus albospecularis) es una especie de ave paseriforme de la familia Muscicapidae.

## Distribución geográfica y hábitat
Es endémica de las selvas de Madagascar y algunas islas adyacentes como Nosy Be, Nosy Komba y Nosy Boraha.

## Subespecies
Se reconocen las siguientes:
- C. a. pica Pelzeln, 1858 - oeste y norte de Madagascar
- C. a. albospecularis (Eydoux & Gervais, 1836) - noreste de Madagascar
- C. a. inexspectatus Richmond, 1897 - centro-este a sudeste de Madagascar

## Estado de conservación
Se encuentra ligeramente amenazada por la pérdida de su hábitat natural.